# Aramark
Aramark Corporation eller Aramark er en amerikansk madservice-, facilitets- og uniforms-servicevirksomhed. De leverer til kunder indenfor uddannelse, sundhedssektor, erhverv, fængsler og fritid. De driver forretning i 20 lande, herunder Danmark, hvor de bl.a. har kontor i Esbjerg.